# Discografia dei Fates Warning

## Album in studio
- 1984 - Night on Bröcken
- 1985 - The Spectre Within
- 1986 - Awaken the Guardian
- 1988 - No Exit
- 1989 - Perfect Symmetry
- 1991 - Parallels
- 1994 - Inside Out
- 1997 - A Pleasant Shade of Gray
- 2000 - Disconnected
- 2004 - FWX
- 2013 - Darkness in a Different Light
- 2016 - Theories of Flight
- 2020 - Long Day Good Night

## Album dal vivo
- 1998 - Still Life
- 2017 - Awaken the Guardian Live
- 2018 - Live Over Europe

## Raccolte
- 1995 - Chasing Time

## Altre pubblicazioni
- 1983 - Demo 1983
- 1983 - Misfit Demo
- 1984 - Demo 1994
- 1985 - Dickie Demo
- 1992 - Night On Bröcken / The Spectre Within
  - CD1:  Night On Bröcken
  - CD2:  The Spectre Within
- 1992 - Awaken the Guardian / No Exit
  - CD1:  Awaken the Guardian
  - CD2:  No Exit
- 1994 - Pale Fire (Single)
- 1997 - A Pleasant Shade Of Gray: Part II (Single)
- 2002 - Night On Bröcken Re-Release
- 2002 - The Spectre Within Re-Release
- 2002 - Two Originals (Slipcase set)
  - CD1: Still Life (2CD)
  - CD": Disconnected
- 2004 - Platinum Edition: Inside Out + A Pleasant Shade Of Gray + Disconnected
  - CD1: Inside Out
  - CD2: A Pleasant Shade Of Gray
  - CD3: Disconnected
- 2005 - Awaken The Guardian Re-Release (Box Set)
  - CD1: Awaken The Guardian Remaster CD
  - CD2: Demos & Live CD
  - CD3: DVD: 12/28/1986 at Sundance, Long Island, NY
- 2006 - Disconnected/Inside Out
  - CD1: Disconnected con 3 Bonus tracks
  - CD2: Inside Out con 3 Bonus tracks
- 2006 - A Pleasant Shade Of Gray Re-Release (Value for Money Edition: CD+DVD Live)
  - CD1: A Pleasant Shade Of Gray
  - CD2: A Pleasant Shade Of Gray Live (DVD)
- 2007 - No Exit Re-Release (Box Set)
  - CD1: No Exit Remaster CD + Demos
  - CD2: DVD Videos and Live
- 2008 - Perfect Symmetry Re-Release (Box Set)
  - CD1: Perfect Symmetry Remaster CD
  - CD2: Demos & Live CD
  - CD3: DVD live
- 2010 - Parallels Re-Release (Box Set)
  - CD1: Parallels Remaster CD
  - CD2: Demos & Live CD
  - CD3: DVD di tre ore con live e interviste
- 2012 - Inside Out Re-Release (Digisleeve)
  - CD1: Inside Out Remaster CD
  - CD2: Live & Demos CD
  - CD3: Inside Out Live e Live Extra (DVD)
- 2015 - A Pleasant Shade of Gray Re-Release (Digisleeve)
  - CD1: A Pleasant Shade of Gray Remaster CD
  - CD2: A Pleasant Shade of Gray Live con due bonus track CD
  - CD3: Demos e Part II remix
  - CD4: APSOG Live in Europe 1997+ Live at The Whiskey 1998+ We Only Say Goodbye live in Athens 1999

## Videografia

### Album video
- 1998 - A Pleasant Shade of Gray Live
- 2000 - Live at the Dynamo
- 2003 - The View from Here
- 2005 - Live in Athens
- 2017 - Awaken the Guardian Live

### Video musicali
- 1986 - Kyrie Eleison
- 1988 - Anarchy Divine
- 1988 - Silent Cries
- 1989 - Through Different Eyes
- 1991 - Point of View
- 1992 - Eye to Eye
- 1994 - Monument
- 2004 - Simple Human
- 2013 - I Am (live)
- 2014 - Firefly
- 2016 - Seven Stars
- 2016 - SOS
- 2017 - Fata Morgana (Live at Keep It True XIX)
- 2018 - The Light and Shade of Things (live 2018)